# Нідерландська організація прикладних наукових досліджень
TNO (нідерланд. Nederlandse Organisatie voor Toegepast Natuurwetenschappelijk Onderzoek) — Нідерландська організація з прикладних досліджень у галузі природничих наук, утворена у 1932 р. у м. Делфт.
Чисельність персоналу TNO становить близько 3200 чол., це державна структура з річним бюджетом досліджень 531 млн євро.
TNO поєднує людей і знання, щоб створити інновації, які підвищують конкурентоспроможність промисловості та добробут суспільства на стійкому рівні.

## Структура та напрями досліджень
Штаб-квартира TNO знаходиться у м. Гаага. Офіси філій розташовані у містах Утрехт, Сустерберг, Делфт, Рейсвейк, Ейндговен та ін.
З 1947 р. у складі TNO функціонують дослідні лабораторії міністерства оборони.
Тематику досліджень оборонного спрямування (обсяг 60 млн євро) визначає рада з оборонних досліджень.
З зазначених 60 млн євро доля зовнішніх замовлень від урядів інших країн та міжнародних організацій у 2019 р. становитиме від 7 до 12 млн, крім того, в 20 млн євро оцінюється портфель замовлень від Європейського оборонного агентства (EDA).
На даний час в TNO виконується приблизно 450 проектів.
Кожна з філій TNO відповідає за свій напрям досліджень. Наприклад, філія у місті Рейсвейк працює у галузі енергетичних матеріалів, проводячи тести на їхню стабільність та інші дослідження, зокрема, щодо підвищення енергетичного виходу порохів для гармат та використання 3D-друку при виготовленні твердого палива. Значна увага приділяється дослідженням з аналізу ризиків у питаннях безпеки боєприпасів, у тому числі нечутливих, для чого здійснюються розрахунки вибухових показників (тиску, фрагментації, ефектів впливу на людей тощо).

## Галерея

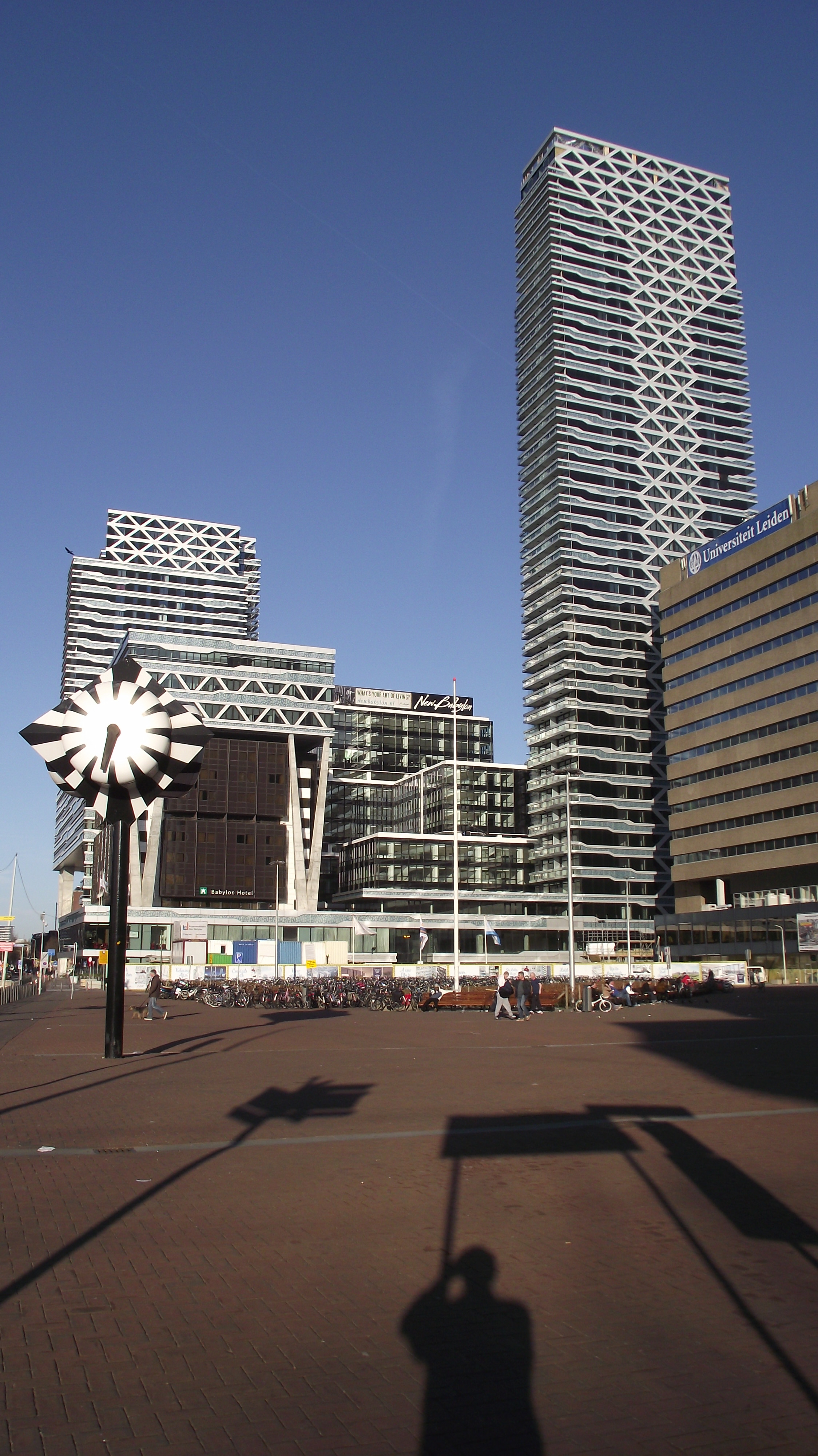
Штаб-квартира TNO у м. Гаага
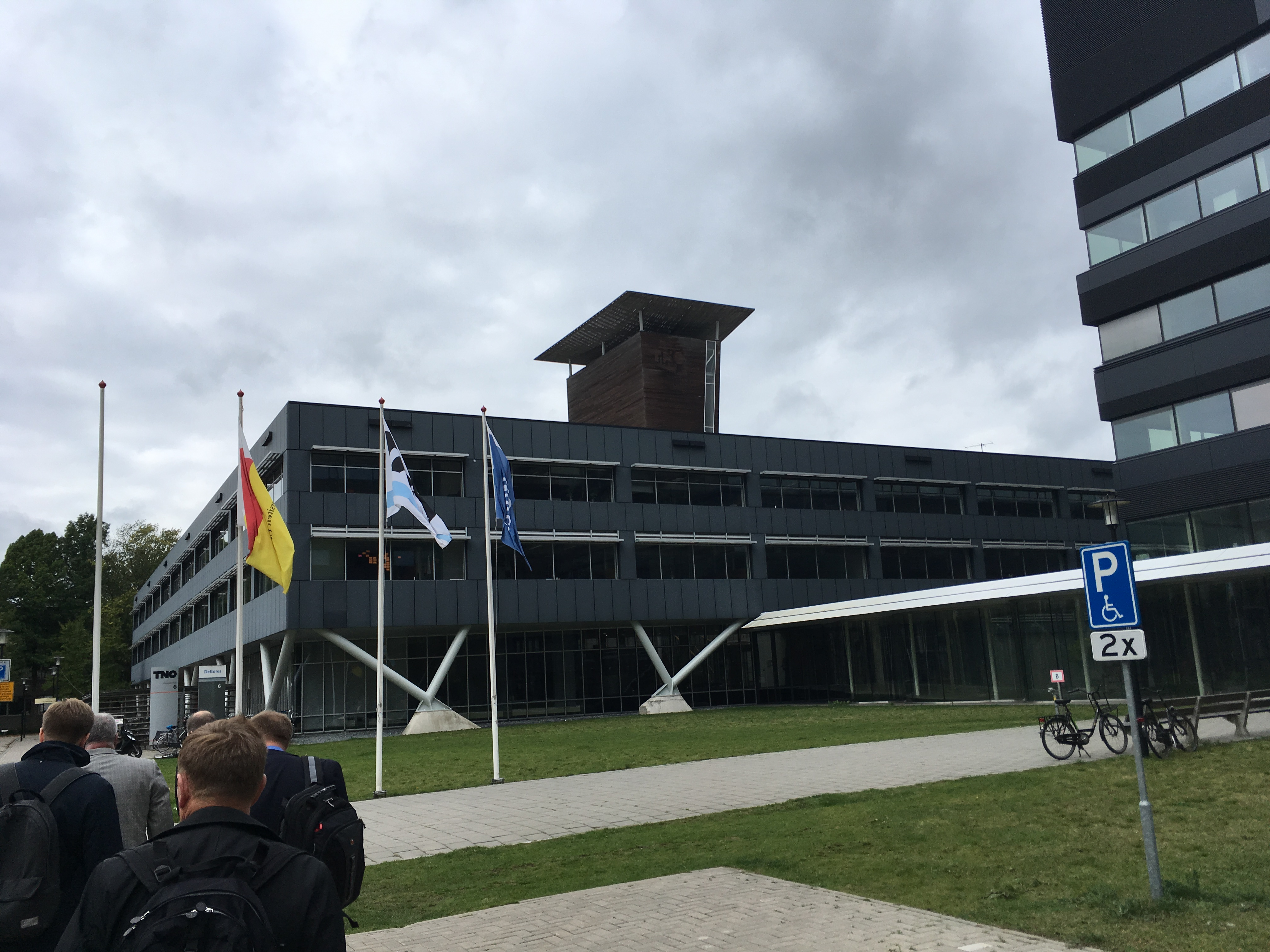
Філія TNO у м. Утрехт
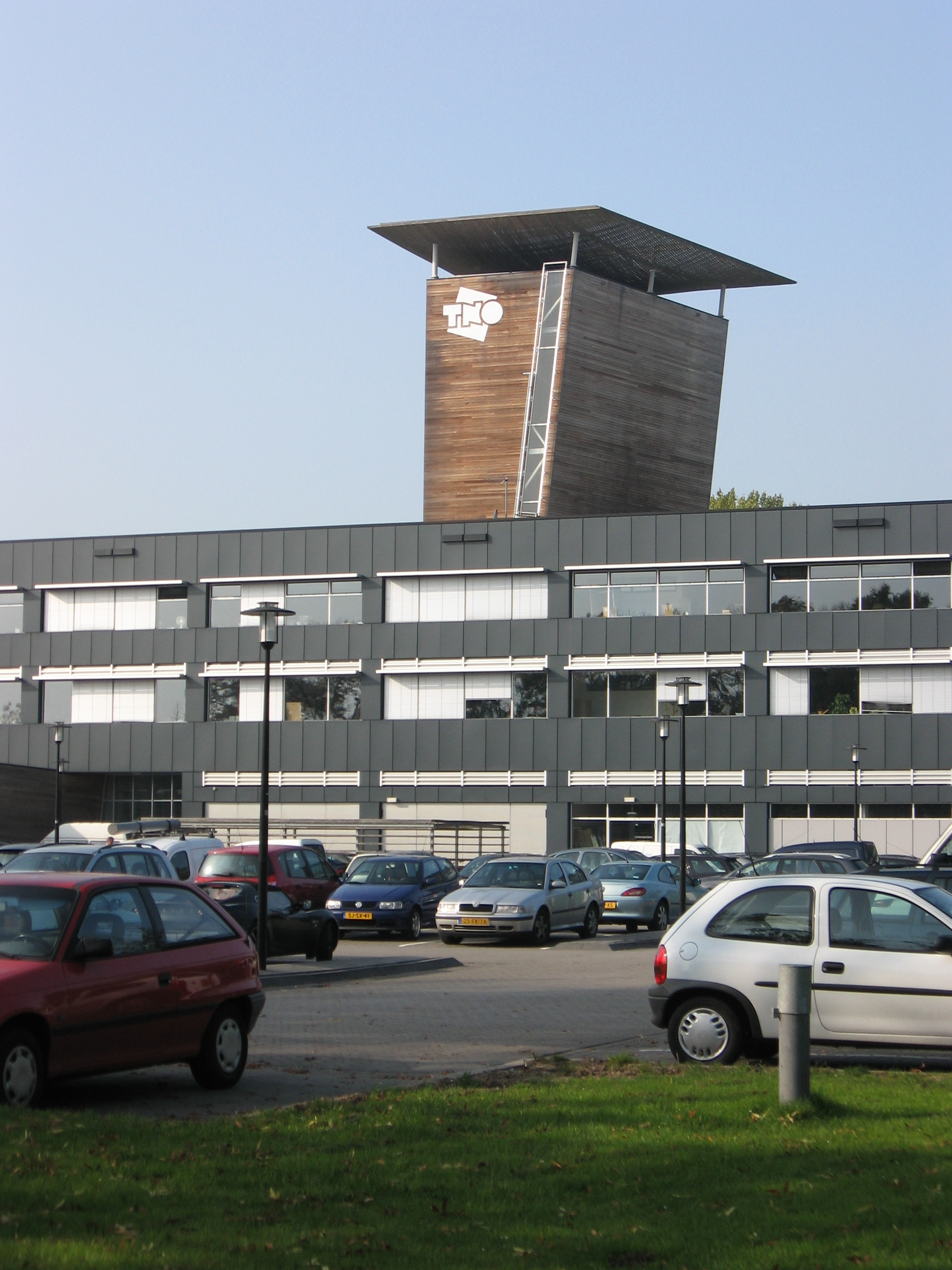
Філія TNO у м. Утрехт
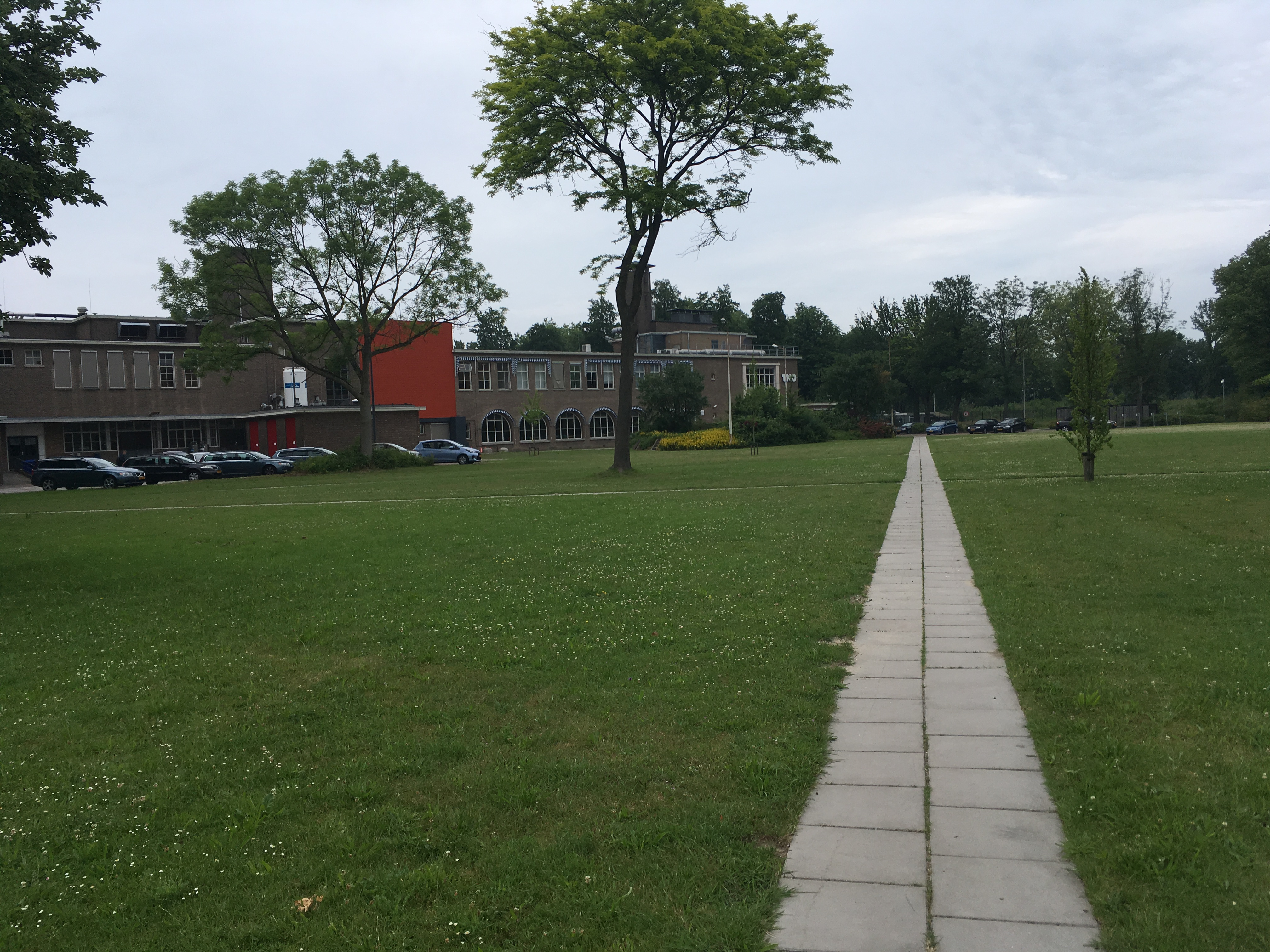
Філія TNO у м. Рейсвейк
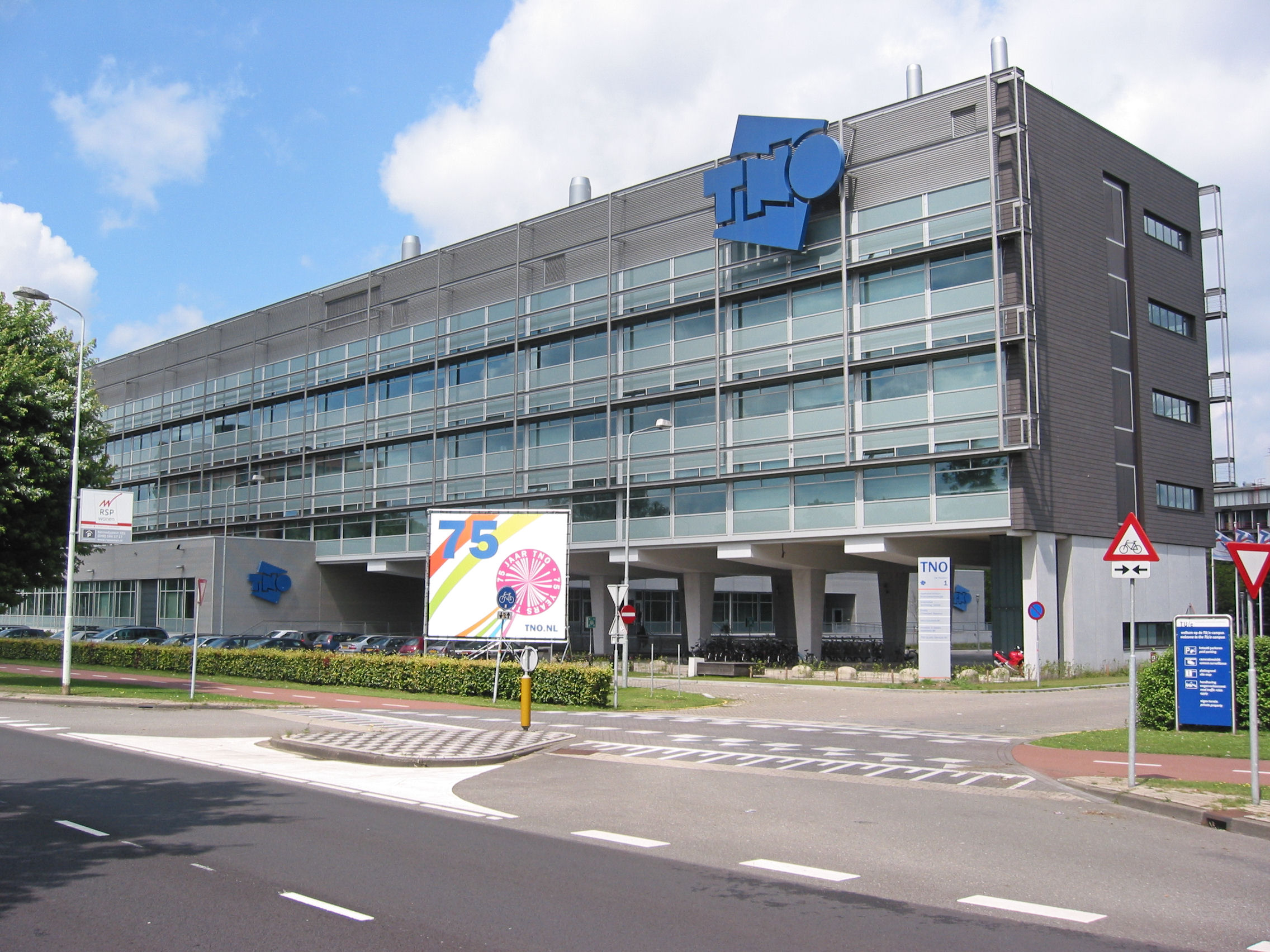
Філія TNO у м. Ейндговен
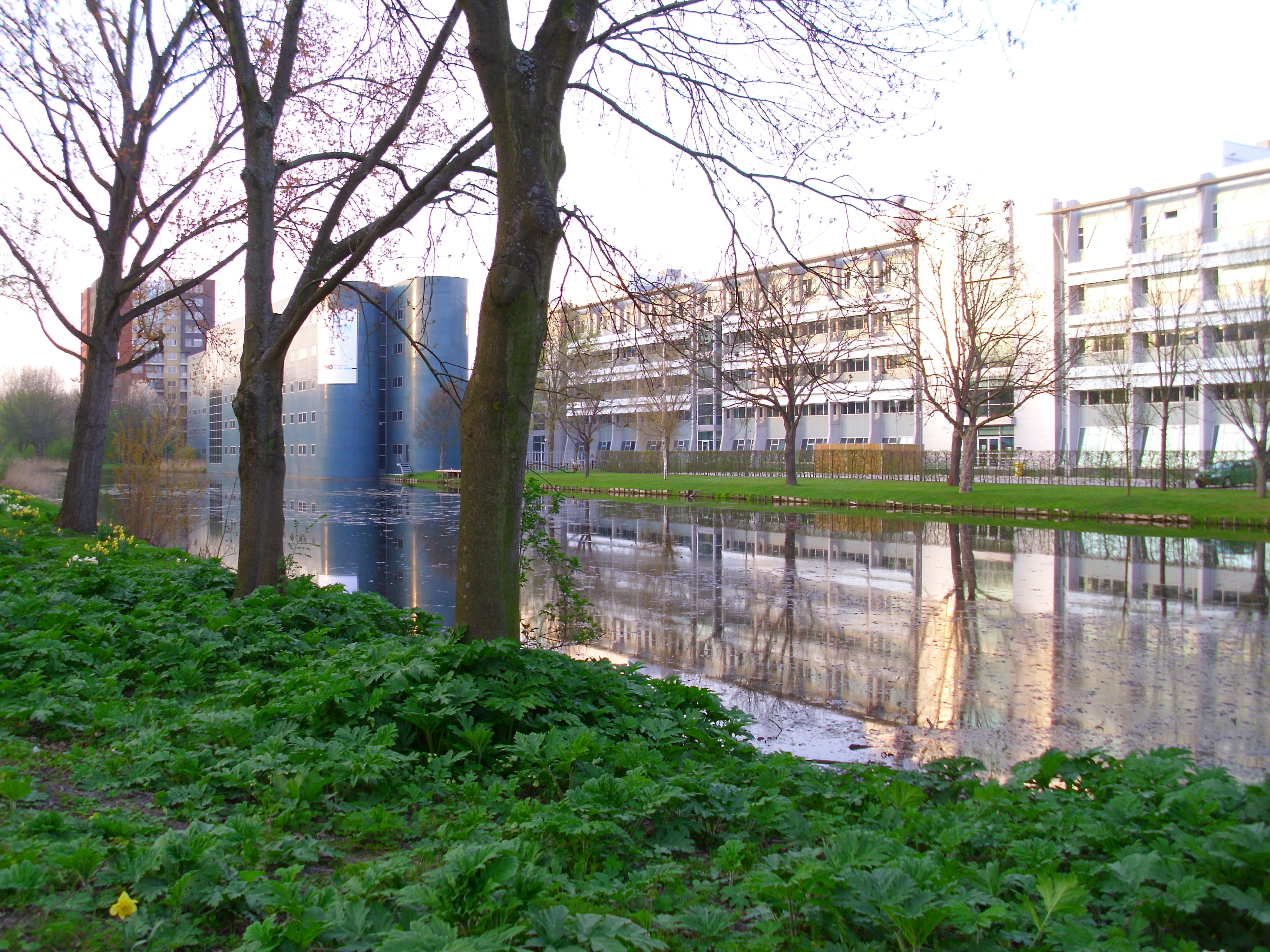
Філія TNO у м. Делфт